# Ladang Teungoh
Ladang Teungoh is een bestuurslaag in het regentschap Aceh Selatan van de provincie Atjeh, Indonesië. Ladang Teungoh telt 640 inwoners (volkstelling 2010).